# Rhegmoclema reticulatum
Rhegmoclema reticulatum är en tvåvingeart som beskrevs av Cook 1955. Rhegmoclema reticulatum ingår i släktet Rhegmoclema och familjen dyngmyggor. Inga underarter finns listade i Catalogue of Life.